# Negação do antecedente
Negação do antecedente é uma falácia que consiste em confundir condição suficiente com necessária.
A condição é suficiente, quando permite a consequência. Mesmo que a condição não seja verdadeira, a consequência ainda pode ocorrer.

## Estrutura lógica
- Se A, portanto B
- A é falso
- Logo, B é falso

## Exemplos
- Se fores atingido por um carro, quando tiveres vinte anos, morrerás jovem, mas não foste atingido por um carro aos vinte anos, portanto não morrerás jovem.

Ele poderia morrer por outra causa. O erro é negar a segunda coisa a partir da negação da primeira.